# Oferta monetária
Em economia, a oferta monetária (ou estoque monetário) é o valor total dos ativos monetários disponíveis em uma economia em um momento específico. Existem várias maneiras de definir "dinheiro", mas as medidas padrão geralmente incluem moeda em circulação e depósitos à vista (ativos de fácil acesso dos depositantes nos livros das instituições financeiras).
Dados de fornecimento de dinheiro são registrados e publicados, geralmente pelo governo ou pelo banco central do país.  Analistas do setor público e privado monitoram há muito tempo as mudanças na oferta de moeda devido à crença de que isso afeta o nível de preços, a inflação, a taxa de câmbio e o ciclo de negócios.
Essa relação entre dinheiro e preços está historicamente associada à teoria quantitativa da moeda.  Há fortes evidências empíricas de uma relação direta entre o crescimento da oferta monetária e a inflação de preços a longo prazo, pelo menos para aumentos rápidos na quantidade de dinheiro na economia.  Por exemplo, um país como o Zimbábue, que viu aumentos extremamente rápidos em sua oferta monetária, também viu aumentos extremamente rápidos nos preços (hiperinflação).  Esse é um dos motivos para a dependência da política monetária como meio de controlar a inflação.
A natureza dessa cadeia causal é objeto de disputa. Alguns economistas heterodoxos argumentam que a oferta monetária é endógena (determinada pelo funcionamento da economia, não pelo banco central) e que as fontes de inflação devem ser encontradas na estrutura distributiva da economia.
Além disso, aqueles economistas que veem o controle do banco central sobre a oferta de moeda como fraco, dizem que há dois elos fracos entre o crescimento da oferta monetária e a taxa de inflação.  Primeiro, no rescaldo de uma recessão, quando muitos recursos são subutilizados, um aumento na oferta monetária pode causar um aumento sustentado na produção real em vez da inflação.  Em segundo lugar, se a velocidade do dinheiro (ou seja, a razão entre o PIB nominal e a oferta monetária) mudar, um aumento na oferta monetária poderia ter ou nenhum efeito, um efeito exagerado ou um efeito imprevisível no crescimento do PIB nominal.

## Medidas empíricas no sistema da Reserva Federal dos Estados Unidos

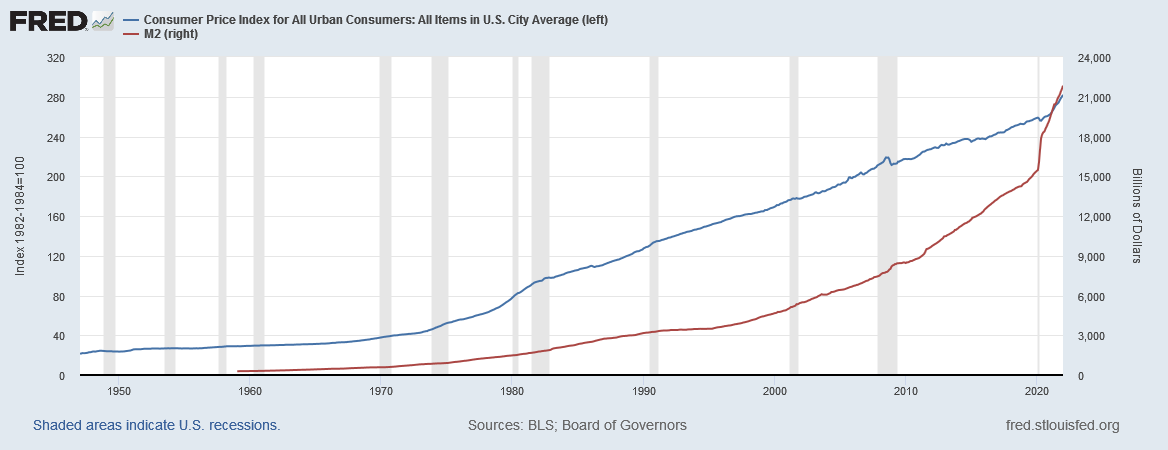
CPI-Urban (azul) vs oferta monetária M2 (vermelho); recessões em cinza

Veja também Banco Central Europeu para outras abordagens e uma perspectiva mais global.
O dinheiro é usado como um meio de troca, uma unidade de conta e uma pronta reserva de valor.  Suas diferentes funções estão associadas a diferentes medidas empíricas da oferta monetária.  Não há uma medida única "correta" da oferta monetária.  Em vez disso, existem várias medidas, classificadas ao longo de um espectro ou continuum entre agregados monetários estreitos e amplos.  Medidas restritas incluem apenas os ativos mais líquidos, os mais facilmente usados para gastar (moeda, depósitos verificáveis).  Medidas mais amplas adicionam tipos de ativos menos líquidos (certificados de depósito, etc.).
Esse continuum corresponde à forma como diferentes tipos de moeda são mais ou menos controlados pela política monetária.  As medidas estreitas incluem aquelas mais diretamente afetadas e controladas pela política monetária, ao passo que medidas mais amplas estão menos relacionadas às ações de política monetária.  É uma questão de debate perene sobre se versões mais estreitas ou mais amplas da oferta monetária têm uma ligação mais previsível ao PIB nominal.
Os diferentes tipos de dinheiro são normalmente classificados como " M " s.  Os "M" geralmente variam de M0 (mais estreito) a M3 (mais amplo), mas os "M" s são realmente focados na formulação de políticas, dependendo do banco central do país.  O layout típico para cada um dos "M" é o seguinte:
| Tipo de dinheiro | M0 | MB | M1 | M2 | M3 | MZM |
| --- | -- | -- | -- | -- | -- | --- |
| Notas e moedas em circulação (fora dos bancos do Federal Reserve e dos cofres das instituições depositárias) ( moeda )                                                             | ✓  | ✓  | ✓  | ✓  | ✓  | ✓   |
| Notas e moedas em cofres de banco ( cofre ) |    | ✓  |    |    |    |     |
| Crédito do Federal Reserve Bank ( reservas obrigatórias e reservas excedentes que não estão presentes fisicamente nos bancos)                                                      |    | ✓  |    |    |    |     |
| Cheques de Traveler de emissores não bancários |    |    | ✓  | ✓  | ✓  | ✓   |
| Moeda escritural |    |    | ✓  | ✓  | ✓  | ✓   |
| Outros depósitos à vista (OCDs), que consistem principalmente em contas de saque negociáveis (NOW) em instituições depositárias e contas de rascunho de ações da união de crédito. |    |    | ✓  | ✓  | ✓  | ✓   |
| Depósitos de poupança |    |    |    | ✓  | ✓  | ✓   |
| Depósitos a prazo inferiores a US $ 100.000 e depósitos em dinheiro no mercado para pessoas físicas                                                                                |    |    |    | ✓  | ✓  |     |
| Grandes depósitos a prazo, fundos do mercado monetário institucional, recompra a curto prazo e outros ativos líquidos de maior dimensão                                            |    |    |    |    | ✓  |     |
| Todos os fundos do mercado monetário |    |    |    |    |    | ✓   |

- M0: Em alguns países, como o Reino Unido, M0 inclui reservas bancárias, de modo que M0 é referido como a base monetária, ou dinheiro restrito.[9]
- MB: é referido como a base monetária ou a moeda total.   Esta é a base a partir da qual outras formas de dinheiro (como a verificação de depósitos, listadas abaixo) são criadas e é tradicionalmente a medida mais líquida da oferta monetária.[10]
- M1: As reservas bancárias não estão incluídas no M1.
- M2: representa M1 e "fecha substitutos" para M1.[11]  M2 é uma classificação mais ampla de dinheiro do que M1.  O M2 é um indicador econômico chave usado para prever a inflação.[12]
- M3: M2 mais depósitos a longo e longo prazo.  Desde 2006, o M3 não é mais publicado pelo banco central dos EUA.[13]  No entanto, ainda existem estimativas produzidas por várias instituições privadas.
- MZM: Dinheiro com maturidade zero.  Mede a oferta de ativos financeiros resgatáveis a par na demanda.  A velocidade do MZM é historicamente um preditor relativamente preciso da inflação .[14][15][16]

A proporção de um par dessas medidas, na maioria das vezes M2 / M0, é chamada de multiplicador monetário (real, empírico).

### Bancos de reserva fracionária
As diferentes formas de dinheiro nas estatísticas de suprimento de moeda do governo surgem da prática do sistema bancário de reservas fracionárias.  Sempre que um banco doa um empréstimo em um sistema bancário de reservas fracionárias, uma nova soma de dinheiro é criada.  Este novo tipo de dinheiro é o que compõe os componentes não-M0 na estatística M1-M3.  Em suma, existem dois tipos de dinheiro em um sistema bancário de reservas fracionárias: 
1. moeda do banco central (obrigações de um banco central, incluindo moeda e contas de depósito do banco central)
2. dinheiro de banco comercial (obrigações de bancos comerciais, incluindo contas correntes e contas de poupança)

Nas estatísticas de oferta de moeda, o dinheiro do banco central é o MB, enquanto o dinheiro do banco comercial é dividido em componentes do M1-M3.  Geralmente, os tipos de moeda de banco comercial que tendem a ser valorados em quantias mais baixas são classificados na categoria estreita de M1, enquanto os tipos de moeda de banco comercial que tendem a existir em maiores quantidades são categorizados em M2 e M3, sendo M3 o maior. .
Nos Estados Unidos, as reservas de um banco consistem em moeda norte-americana mantida pelo banco (também conhecido como "caixa-forte" ) mais os saldos do banco em contas do Federal Reserve.  Para este propósito, o papel-moeda na mão e os saldos nas contas do Federal Reserve ("Fed") são intercambiáveis (ambos são obrigações do Fed).  As reservas podem vir de qualquer fonte, incluindo o mercado de fundos federais, depósitos do público e empréstimos do próprio Fed.
Uma exigência de reserva é um índice que um banco deve manter entre passivos e reservas de depósito.  Os requisitos de reserva não se aplicam à quantidade de dinheiro que um banco pode emprestar.  A relação que se aplica ao empréstimo bancário é sua exigência de capital.

## Oferta de dinheiro ao redor do mundo

### Estados Unidos

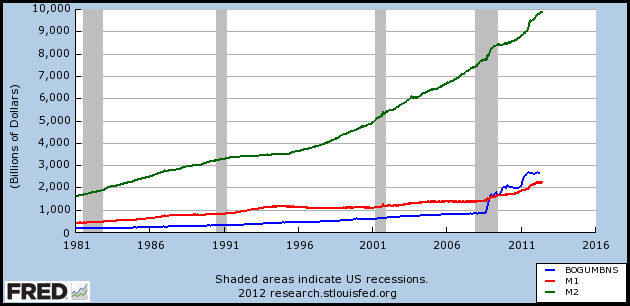
MB, M1 e M2 de 1981 a 2012 - Mais informações: Banco da Reserva Federal de St. Louis

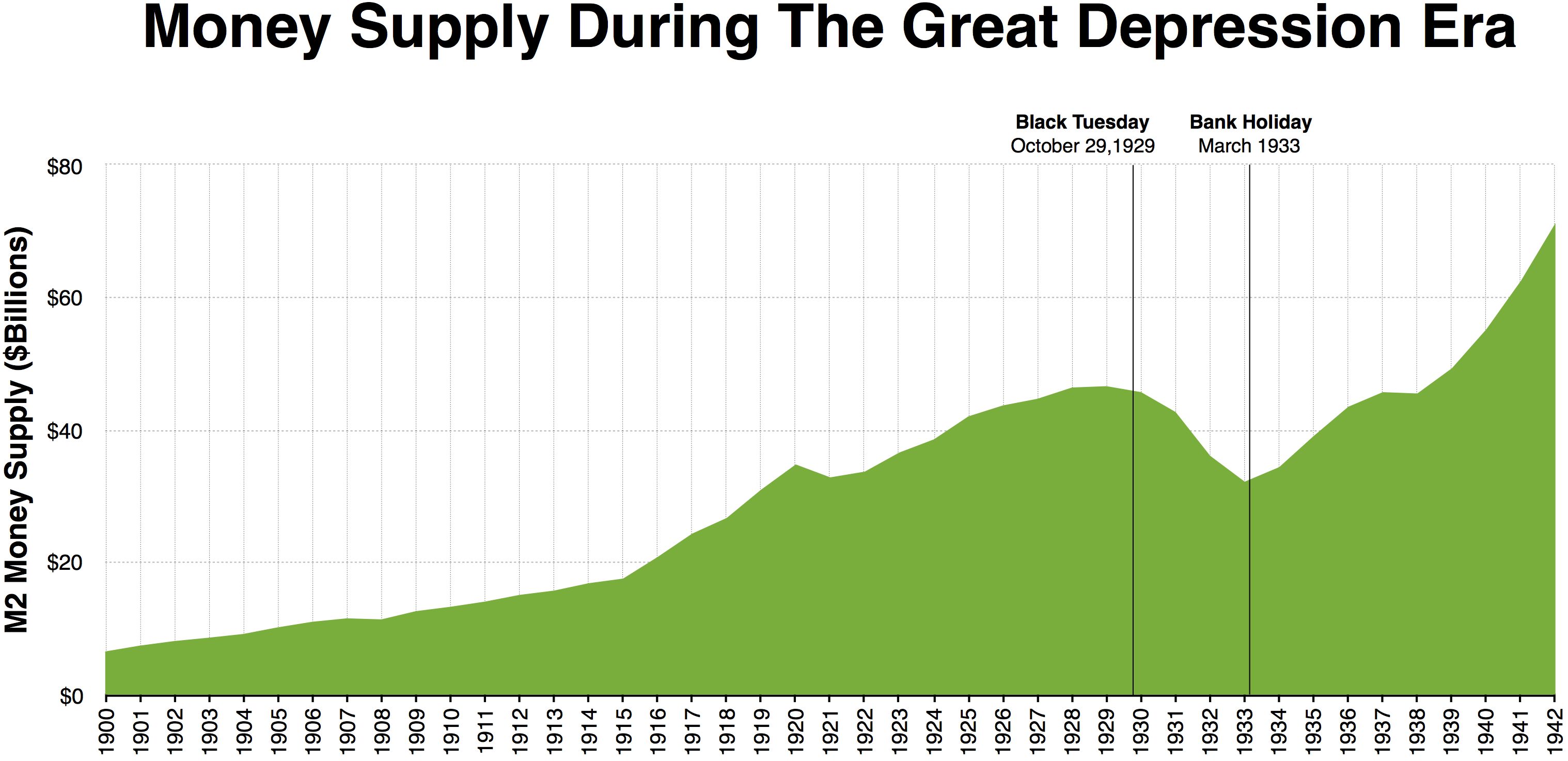
O fornecimento de dinheiro diminuiu em vários por cento entre a Terça-feira Negra e o feriado bancário em março de 1933, quando houve enormes corridas bancárias nos Estados Unidos.

O Federal Reserve publicou anteriormente dados sobre três agregados monetários, mas em 10 de novembro de 2005 anunciou que a partir de 23 de março de 2006 cessaria a publicação do M3.  Desde a primavera de 2006, o Federal Reserve publicou apenas dados sobre dois desses agregados.  O primeiro, o M1, é composto por tipos de dinheiro comumente usados para pagamento, basicamente a moeda fora dos bancos e os saldos das contas correntes.  O segundo, M2, inclui saldos M1 mais que geralmente são semelhantes às contas de transação e que, na maioria das vezes, podem ser convertidos prontamente em M1 com pouca ou nenhuma perda de principal.  A medida M2 é pensada para ser realizada principalmente pelas famílias.  Como mencionado, o terceiro agregado, M3, não é mais publicado.  Antes desta descontinuidade, o M3 incluiu o M2 mais certas contas que são detidas por entidades que não são particulares e são emitidas por bancos e instituições de poupança para aumentar os saldos do tipo M2 no cumprimento das exigências de crédito; Incluía também saldos em fundos mútuos do mercado monetário mantidos por investidores institucionais.  Os agregados tiveram papéis diferentes na política monetária, pois a confiabilidade deles mudou conforme os guias.  O seguinte detalha seus principais componentes: 
- M0: O total de todas as moedas físicas, incluindo moedas.  M0 = Notas da Reserva Federal + Notas dos EUA + Moedas. Não é relevante se a moeda é mantida dentro ou fora do sistema bancário privado como reservas.
- MB: O total de todas as moedas físicas mais Depósitos de Reserva Federal (depósitos especiais que somente os bancos podem ter no Fed).  MB = Moedas + Notas dos EUA + Notas da Reserva Federal + Depósitos da Reserva Federal
- M1: O montante total de M0 (numerário / moeda) fora do sistema bancário privado mais o montante dos depósitos à ordem , cheques de viagem e outros depósitos a cobrar
- M2: M1 + a maioria das contas de poupança , contas do mercado monetário , fundos mútuos de varejo do mercado monetário e depósitos a prazo de pequena denominação ( certificados de depósito de valor inferior a US $ 100.000).
- MZM: 'Money Zero Maturity' é um dos agregados mais populares em uso pelo Fed porque sua velocidade tem sido historicamente o preditor mais acurado de inflação. É M2 - depósitos a prazo + fundos do mercado monetário
- M3: M2 + todos os outros CDs (grandes depósitos a prazo, saldos de fundos mútuos do mercado monetário institucional), depósitos de eurodólares e acordos de recompra.
- M4: M3 + Commercial Paper
- M4: M4 + T-Bills (ou M3 + Commercial Paper + T-Bills )
- L: A maior medida de liquidez, que o Federal Reserve não rastreia mais. L está muito perto da aceitação dos banqueiros M4 +
- Multiplicador de Dinheiro: M1 / MB.  Em 3 de dezembro de 2015, era 0,756.[27] Enquanto um multiplicador em um é historicamente uma esquisitice, isso é um reflexo da popularidade do M2 sobre o M1 e da enorme quantidade de MB que o governo criou desde 2008.

Embora o Tesouro possa e mantenha em espécie e uma conta de depósito especial no Fed (fed funds), esses ativos não contam em nenhum dos agregados.  Então, em essência, o dinheiro pago em impostos pagos ao Governo Federal (Tesouro) é excluído da oferta monetária. Para combater isso, o governo criou o programa de Imposto e Empréstimo do Tesouro (TT & L), no qual quaisquer recebimentos acima de um certo limite são redepositados em bancos privados. A ideia é que as receitas fiscais não diminuam a quantidade de reservas no sistema bancário. As contas de TT & L, enquanto depósitos à vista, também não contam para M1 ou qualquer outro agregado.
Quando o Federal Reserve anunciou em 2005 que deixaria de publicar as estatísticas do M3 em Março de 2006, explicou que o M3 não transmitiu qualquer informação adicional sobre a atividade econômica em comparação com o M2 e, portanto, "não desempenhou um papel no processo de política monetária". muitos anos."  Por conseguinte, os custos para recolher dados M3 foram superiores aos benefícios fornecidos pelos dados.   Alguns políticos manifestaram-se contra a decisão do Federal Reserve(Fed) de deixar de publicar as estatísticas do M3 e pediram ao Congresso dos EUA que tome medidas que obriguem o Federal Reserve a fazê-lo.  O congressista Ron Paul (R-TX) afirmou que "M3 é a melhor descrição de quão rapidamente o Fed está criando dinheiro e crédito.  O senso comum nos diz que um banco central do governo que está criando dinheiro a partir do nada deprecia o valor de cada dólar em circulação. "  A Teoria Monetária Moderna discorda.  Ele sustenta que a criação de moeda em um regime de moeda fiduciária de livre flutuação, como os EUA, não levará a uma inflação significativa, a menos que a economia esteja se aproximando do pleno emprego e da plena capacidade.  Alguns dos dados usados para calcular o M3 ainda são coletados e publicados regularmente.   Fontes alternativas atuais de dados M3 estão disponíveis no setor privado.
Em abril de 2013, a base monetária era de US $ 3 trilhões e M2, a medida mais ampla da oferta monetária, foi de US $ 10,5 trilhões.

### Reino Unido

M4 fornecimento monetário do Reino Unido 1983–2024. Em milhões de libras esterlinas.

Existem apenas duas medidas oficiais do Reino Unido. M0 é referida como a " base monetária ampla" ou "moeda estreita" e a M4 é referida como " dinheiro largo " ou simplesmente "a oferta monetária".
- M0: Caixa fora do Banco da Inglaterra + depósitos operacionais dos bancos junto ao Bank of England.  (Quando o Banco Mundial introduziu a Reforma do Mercado Monetário em maio de 2006, o Banco Mundial cessou a publicação de M0 e, em vez disso, começou a publicar séries de Saldos de Reservas no Banco da Inglaterra para acompanhar Notas e Moedas em circulação.[32]  )
- M4: Caixa fora dos bancos (ou seja, em circulação com as empresas públicas e não bancárias) + depósitos bancários e da sociedade civil do setor privado + depósitos bancários do setor privado e sociedade civil e certificados de depósito.[33]  Em 2010, a oferta total de moeda (M4) no Reino Unido era de 2,2 trilhões de libras, enquanto as notas e moedas em circulação totalizavam apenas 47 bilhões de libras esterlinas, 2,1% da oferta real de moeda.[34]

Existem várias definições diferentes de oferta de moeda para refletir as diferentes lojas de dinheiro. Devido à natureza dos depósitos bancários, especialmente dos depósitos em contas de poupança com restrição de prazo, o M4 representa a medida mais ilíquida de dinheiro.  M0, ao contrário, é a medida mais líquida da oferta monetária.

### Zona do euro

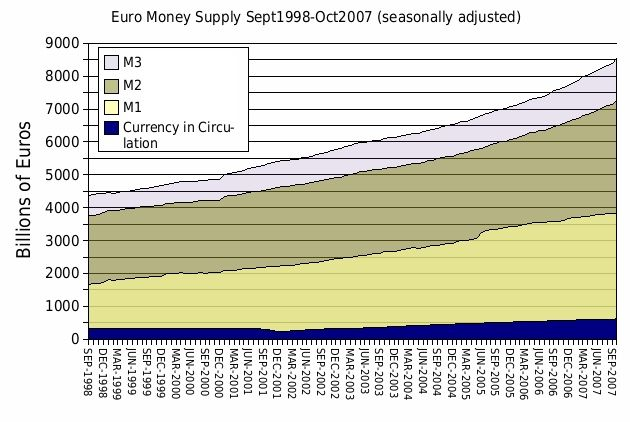
A oferta monetária do euro de 1998–2007.

Definição do Banco Central Europeu de agregados monetários da área do euro: 
- M1: Moeda em circulação + depósitos overnight
- M2: depósitos M1 + com prazo acordado até 2 anos + depósitos reembolsáveis com pré-aviso até 3 meses.
- M3: acordos de recompra + M2 + ações / unidades de participação em fundos do mercado monetário (FMM) + títulos de dívida até 2 anos

### Austrália
O Banco da Reserva da Austrália define os agregados monetários como: 
- M1: moeda mais depósitos bancários correntes do setor privado não bancário
- M3: M1 + todos os outros depósitos bancários do setor privado não bancário, mais certificados de depósitos bancários, menos depósitos interbancários
- "Broad Money" : M3 + empréstimos do setor privado por NBFIs, menos as detenções de moeda e depósitos bancários deste último
- Base monetária : detenção de notas e moedas pelo setor privado mais depósitos de bancos com o Banco da Reserva da Austrália (RBA) e outras obrigações de RBA para o setor privado não bancário

### Brasil
O Banco Central do Brasil define os aspectos monetários desde julho de 2001 como:
- M1: notas e moedas em poder do público (PMPP), mais depósitos à vista (DV);
- M2: M1 + depósitos especiais remunerados (DER), mais depósitos em poupança (DEP), mais títulos emitidos por instituições depositárias (TID);
- M3: M2 + quotas de fundos de renda fixa à curto prazo (FRFCP), mais operações compromissadas registradas pela selic;
- M4: M3 + títulos públicos de alta liquidez.

### Nova Zelândia
O Banco da Reserva da Nova Zelândia define os agregados monetários como: 
- M1: notas e moedas em poder do público mais depósitos, menos depósitos interinstitucionais e menos depósitos do governo central
- M2: M1 + todo o financiamento de chamadas não M1 (o financiamento de chamadas inclui o dinheiro overnight e o financiamento em condições que podem ser corrigidas sem penalidades por quebra) menos o financiamento de chamadas interinstitucional não M1
- M3: o agregado monetário mais amplo.  Representa todo o financiamento em dólares neozelandeses das instituições do M3 e de quaisquer operações bancárias do Banco da Reserva com instituições não M3.  O M3 consiste em notas e moedas mantidas pelo público, mais o financiamento em dólares da NZ, menos créditos institucionais inter-M3 e menos depósitos do governo central.

### Índia

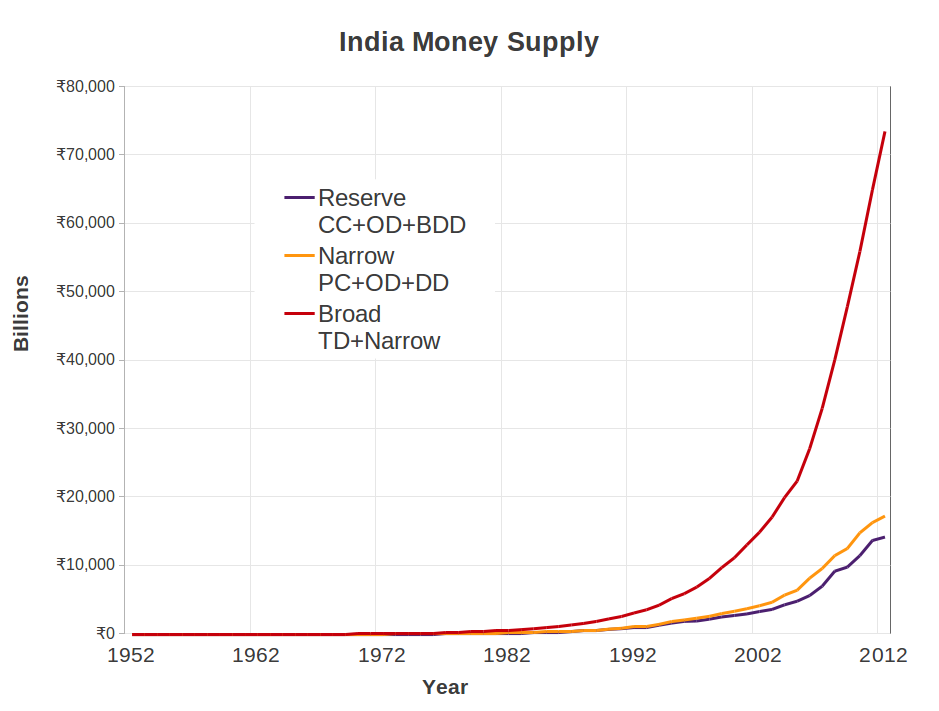
Componentes da oferta monetária da Índia em bilhões de rúpias para 1950–2011

O Reserve Bank of India define os agregados monetários como: 
- Dinheiro Reserva (M0): Moeda em circulação + Depósitos bancários com os depósitos RBI + 'Outros' com o crédito RBI = Net RBI para o crédito Governo + RBI para o setor comercial + créditos RBI sobre bancos + ativos líquidos estrangeiros da RBI + passivos em moeda estrangeira para o público - passivos não monetários líquidos da RBI.  M0 em circulação foi de ₹ 14.75 trilhões em agosto de 2017.
- M1: Moeda com o público + Depósito de dinheiro do público (Depósitos à vista com o sistema bancário + Depósitos de 'Outros' com o RBI).  M1 foi de 184 por cento do M0 em agosto de 2017.
- M2: M1 + Depósitos de poupança em bancos de poupança dos Correios.  M2 foi de 879 por cento do M0 em agosto de 2017.
- M3: (Conceito amplo de oferta monetária) M1 + Depósitos a prazo com o sistema bancário = Crédito bancário líquido ao governo + Crédito bancário ao setor comercial + Ativos cambiais líquidos do setor bancário + Obrigações cambiais do governo para o público - Net não- passivos monetários do setor bancário (exceto depósitos a prazo).  M3 foi de 880 por cento do M0 em agosto de 2017.
- M4: M3 + Todos os depósitos junto dos caixas de poupança dos correios (excluindo os Certificados de Poupança Nacionais).

### Hong Kong

HKD vs USD ao longo do ano

Em 1967, quando a libra esterlina foi desvalorizada, o atrelamento do dólar à libra aumentou de 1 xelim a 3 pence para 1 xelim e 4½ pence (14.5455 dólares = 1 libra), embora isso não compensasse totalmente a desvalorização.  Em 1972, o dólar de Hong Kong estava atrelado ao dólar dos EUA a uma taxa de 5,65 dólar de Hong Kong = 1 dólar dos EUA. Esta foi revisada para 5,085 dólar de Hong Kong = 1 dólar dos EUA em 1973.  Entre 1974 e 1983, o dólar de Hong Kong flutuou. Em 17 de outubro de 1983, a moeda foi indexada a uma taxa de 7,8 HK dólar = 1 dólar dos EUA, através do sistema de currency board.
Em 18 de maio de 2005, além do limite mínimo garantido, foi estabelecido um novo limite superior garantido para o dólar de Hong Kong em 7,75 para o dólar americano.  O limite inferior foi reduzido de 7,80 para 7,85 (em 100 pips por semana de 23 de maio a 20 de junho de 2005).  A Autoridade Monetária de Hong Kong indicou que essa medida deveria reduzir a diferença entre as taxas de juros de Hong Kong e as dos Estados Unidos. Um outro objetivo de permitir ao dólar de Hong Kong negociar num intervalo é evitar que o dólar HK seja usado como um proxy para apostas especulativas sobre uma reavaliação do renminbi.
A Lei Básica de Hong Kong e a Declaração Conjunta Sino-Britânica preveem que Hong Kong tenha plena autonomia no que diz respeito à emissão de moeda.  A moeda em Hong Kong é emitida pelo governo e por três bancos locais sob a supervisão do banco central de fato do território, a Autoridade Monetária de Hong Kong. As notas bancárias são impressas pela Impressão de notas de Hong Kong.
Um banco só pode emitir um dólar de Hong Kong se tiver o equivalente em dólares americanos em depósito.  O sistema de conselho monetário garante que toda a base monetária de Hong Kong seja garantida com dólares americanos à taxa de câmbio vinculada.  Os recursos para o apoio são mantidos no fundo de câmbio de Hong Kong, que está entre as maiores reservas oficiais do mundo. Hong Kong também possui enormes depósitos de dólares americanos, com reservas oficiais em moeda estrangeira de 331,3 bilhões de dólares em setembro de 2014. Desde September 2014.

### Japão

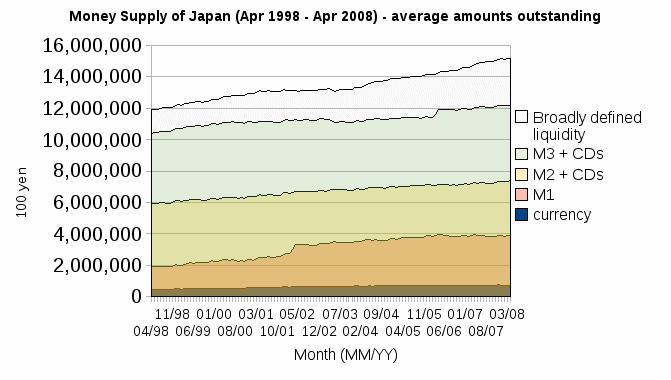
Oferta monetária japonesa (abril de 1998 a abril de 2008)

O Banco do Japão define os agregados monetários como: 
- M1: moeda em circulação em dinheiro + dinheiro depositado
- M2 + CDs: M1 + quase-dinheiro + CDs
- M3 + CDs: (M2 + CDs) + depósitos de correios + outras poupanças e depósitos em instituições financeiras + fundos fiduciários
- Liquidez amplamente definida: (M3 + CDs) + mercado monetário + fideicomissos pecuniários que não sejam fundos fiduciários + fideicomissos de investimento + debêntures bancárias + papel comercial emitidos por instituições financeiras + acordos de recompra e empréstimos de títulos com garantia monetária + títulos do governo + obrigações estrangeiras

## Ligação com a inflação

### Equação de câmbio monetário
A oferta monetária é importante porque está ligada à inflação pela equação de troca em uma equação proposta por Irving Fisher em 1911: 
{\displaystyle M*V=P*Q}
Onde:
- {\displaystyle M} é o total de dinheiro na oferta monetária do país,
- {\displaystyle V} é o número de vezes por ano que o dinheiro é gasto (velocidade do dinheiro),
- {\displaystyle P} é o preço médio de todos os bens e serviços vendidos durante o ano,
- {\displaystyle Q} é a quantidade de ativos, bens e serviços vendidos durante o ano.

Em termos matemáticos, essa equação é uma identidade que é verdadeira por definição, em vez de descrever o comportamento econômico. Ou seja, a velocidade é definida pelos valores das outras três variáveis.  Ao contrário dos outros termos, a velocidade do dinheiro não tem medida independente e só pode ser estimada dividindo PQ por M. Alguns adeptos da teoria quantitativa do dinheiro assumem que a velocidade do dinheiro é estável e previsível, sendo determinada principalmente por instituições financeiras.  Se essa suposição for válida, mudanças em M podem ser usadas para prever mudanças no QP. Se não, então um modelo de V é necessário para que a equação de troca seja útil como um modelo macroeconômico ou como um preditor de preços.
A maioria dos macroeconomistas substitui a equação de troca por equações para a demanda por moeda que descrevem um comportamento econômico mais regular e previsível.  No entanto, a previsibilidade (ou a falta dela) da velocidade do dinheiro é equivalente à previsibilidade (ou a falta dela) da demanda por dinheiro (já que em equilíbrio a demanda por moeda real é simplesmente Q / V ).  De qualquer forma, essa imprevisibilidade fez com que os formuladores de políticas no Federal Reserve confiassem menos na oferta monetária na condução da economia americana. Em vez disso, o foco da política mudou para taxas de juros , como a taxa dos fundos federais .
Na prática, os macroeconomistas quase sempre usam o PIB real para definir Q, omitindo o papel de todas as transações, exceto aquelas envolvendo bens e serviços recém-produzidos (isto é, bens de consumo, bens de investimento, bens comprados pelo governo e exportações).  Mas a teoria quantitativa original do dinheiro não seguia essa prática: o QP era o valor monetário de todas as novas transações, seja de bens e serviços reais ou de ativos em papel.

US M3 oferta de dinheiro como uma proporção do produto interno bruto.

O valor monetário de ativos, bens e serviços vendidos durante o ano poderia ser estimado de maneira grosseira usando o PIB nominal na década de 1960. Este não é o caso mais por causa do aumento dramático do número de transações financeiras em relação ao de transações reais até 2008. Ou seja, o valor total das transações (incluindo compras de ativos em papel) aumentou em relação ao PIB nominal (o que exclui essas compras).
Ignorando os efeitos do crescimento monetário nas compras reais e na velocidade, isso sugere que o crescimento da oferta monetária pode causar diferentes tipos de inflação em momentos diferentes. Por exemplo, os aumentos nas reservas monetárias dos EUA entre a década de 1970 e o presente encorajaram primeiro um aumento na taxa de inflação para bens e serviços recém-produzidos ("inflação" como usualmente definida) nos anos 70 e então a inflação dos preços dos ativos em décadas posteriores, pode ter estimulado um boom no mercado de ações nos anos 80 e 90 e depois, depois de 2001, um aumento nos preços dos imóveis, ou seja, a famosa bolha imobiliária. Essa história, é claro, assume que as quantias de dinheiro foram as causas desses diferentes tipos de inflação, em vez de serem resultados endógenos da dinâmica da economia.
Quando os preços das casas caíam, o Federal Reserve mantinha sua política monetária frouxa e baixava as taxas de juros; a tentativa de desacelerar os declínios de preços em uma classe de ativos, por exemplo, imóveis, pode ter causado o aumento dos preços em outras classes de ativos, por exemplo, commodities.

### Taxas de crescimento
Em termos de variações percentuais (para uma aproximação aproximada, sob taxas de crescimento baixas), a variação percentual de um produto, digamos XY, é igual à soma das alterações percentuais (% ΔX +% ΔY).  Então, denotando todas as alterações percentuais por unidade de tempo,
 % ΔP +% ΔQ =% ΔM +% ΔV.
Esta equação rearranjada dá a identidade de inflação básica:
 % ΔP =% ΔM +% ΔV -% ΔQ.
A inflação (% ΔP) é igual à taxa de crescimento monetário (% ΔM), mais a mudança na velocidade (% ΔV), menos a taxa de crescimento do produto (% ΔQ).  Portanto, se no longo prazo a taxa de crescimento da velocidade e a taxa de crescimento do PIB real forem constantes exógenas (sendo a primeira ditada pelas mudanças nas instituições de pagamento e a última ditada pelo crescimento da capacidade produtiva da economia), então a taxa de crescimento monetário e a taxa de inflação difere entre si por uma constante fixa.
Como antes, essa equação só é útil se% ΔV seguir um comportamento regular. Também perde a utilidade se o banco central não tiver controle sobre% ΔM.

## Reservas bancárias no banco central
Quando um banco central está "facilitando", ele provoca um aumento na oferta monetária comprando títulos públicos no mercado aberto, aumentando assim os fundos disponíveis para os bancos privados emprestarem por meio do sistema bancário de reservas fracionárias (a emissão de dinheiro novo por meio de empréstimos) e assim a quantidade de reservas bancárias e a base monetária aumentam.  Ao comprar títulos do governo (por exemplo, títulos do Tesouro dos EUA ), isso compensa seus preços, de modo que as taxas de juros caiam ao mesmo tempo em que a base monetária aumenta.
Com "dinheiro fácil", o banco central cria novas reservas bancárias (nos EUA conhecidas como "fundos federais"), que permitem que os bancos emprestem mais. Esses empréstimos são gastos e os recursos são depositados em outros bancos.  O que não for exigido para ser mantido como reserva é novamente emprestado, e através do efeito de “multiplicação” do sistema de reservas fracionárias, os empréstimos e depósitos bancários aumentam muitas vezes a injeção inicial de reservas.
Em contraste, quando o banco central está "apertando", ele retarda o processo de emissão de bancos privados vendendo títulos no mercado aberto e retirando dinheiro (que poderia ser emprestado) do setor bancário privado. Ao aumentar a oferta de títulos, isso reduz seus preços e aumenta as taxas de juros ao mesmo tempo em que a oferta monetária é reduzida.
Esse tipo de política reduz ou aumenta a oferta de dívida pública de curto prazo nas mãos de bancos e do público não bancário, diminuindo ou aumentando as taxas de juros.  Paralelamente, aumenta ou reduz a oferta de fundos para empréstimos (dinheiro) e, assim, a capacidade dos bancos privados de emitir dinheiro novo através da emissão de dívida.
A simples conexão entre a política monetária e os agregados monetários, como M1 e M2, mudou na década de 1970, à medida que os depósitos compulsórios sobre depósitos começaram a cair com o surgimento de fundos monetários , que não exigem reservas. Então, no início dos anos 90, as exigências de reserva, por exemplo, no Canadá, foram reduzidas para zero em depósitos de poupança, CDs e depósito de eurodólares. Atualmente, os requisitos de reserva aplicam-se apenas aos " depósitos de transacções " - essencialmente contas correntes. A grande maioria das fontes de financiamento usadas por bancos privados para criar empréstimos não é limitada por reservas bancárias. A maioria dos empréstimos comerciais e industriais é financiada pela emissão de grandes CDs de denominações. Depósitos do mercado monetário são amplamente utilizados para emprestar a corporações que emitem papel comercial. Empréstimos ao consumidor também são feitos usando depósitos de poupança , que não estão sujeitos a exigências de reserva.  Isso significa que, em vez de o valor dos empréstimos fornecidos responder de forma passiva à política monetária, muitas vezes vemos o aumento e a queda com a demanda por recursos e a disposição dos bancos de emprestar.
Alguns economistas argumentam que o multiplicador monetário é um conceito sem sentido, porque sua relevância exigiria que a oferta monetária fosse exógena, ou seja, determinada pelas autoridades monetárias por meio de operações de mercado aberto. Se os bancos centrais costumam visar a taxa de juros de curto prazo (como instrumento de política), isso leva à oferta de moeda endógena.
Nem os empréstimos comerciais nem os empréstimos ao consumidor são mais limitados pelas reservas bancárias. Nem estão diretamente ligados proporcionalmente às reservas. Entre 1995 e 2008, o valor dos empréstimos ao consumidor tem aumentado de forma constante em relação às reservas bancárias. Então, como parte da crise financeira, as reservas bancárias aumentaram drasticamente à medida que novos empréstimos encolheram.
Nos últimos anos, alguns economistas acadêmicos renomados por seu trabalho sobre as implicações das expectativas racionais argumentaram que as operações de mercado aberto são irrelevantes. Entre estes, se incluem: Robert Lucas, Jr., Thomas Sargent, Neil Wallace, Finn Kydland, Edward Prescott e Scott Freeman. Os economistas keynesianos apontam para a ineficácia das operações de mercado aberto em 2008 nos Estados Unidos, quando as taxas de juros de curto prazo foram tão baixas quanto poderiam ir em termos nominais, de modo que não houvesse mais estímulo monetário.  Esse problema de limite zero tem sido chamado de armadilha de liquidez ou "empurrar uma corda" (o empurrador sendo o banco central e a corda sendo a economia real).

## Argumentos
Historicamente, na Europa, a principal função do banco central é manter a baixa inflação. Nos EUA, o foco está na inflação e no desemprego. Esses objetivos às vezes estão em conflito (de acordo com a curva de Phillips). Um banco central pode tentar fazer isso influenciando artificialmente a demanda por bens aumentando ou diminuindo a oferta de moeda do país (em relação à tendência), o que diminui ou eleva as taxas de juros, o que estimula ou restringe os gastos com bens e serviços.
Um debate importante entre os economistas na segunda metade do século XX dizia respeito à capacidade do banco central de prever quanto dinheiro deveria estar circulando, dadas as taxas de emprego e inflação atuais.  Economistas como Milton Friedman acreditavam que o banco central sempre errava, levando a oscilações mais amplas na economia do que se fosse deixada sozinha.  É por isso que eles defenderam uma abordagem não intervencionista - uma de direcionar um caminho pré-especificado para a oferta monetária independente das condições econômicas atuais - mesmo que na prática isso envolva intervenção regular com operações de mercado aberto (ou outras ferramentas de política monetária) para manter a oferta de dinheiro no alvo.
O ex-presidente da Reserva Federal dos EUA, Ben Bernanke, sugeriu em 2004 que, nos 10 a 15 anos anteriores, muitos bancos centrais modernos tornaram-se relativamente adeptos à manipulação da oferta monetária, levando a um ciclo de negócios mais suave, com recessões tendendo a ser menor e menos frequente do que nas décadas anteriores, um fenômeno denominado " A Grande Moderação " Essa teoria encontrou críticas durante a crise financeira global de 2008-2009. Além disso, pode ser que as funções do banco central talvez precisem abranger mais do que o deslocamento para cima ou para baixo das taxas de juros ou das reservas bancárias: essas ferramentas, embora valiosas, podem na verdade não moderar a volatilidade da oferta monetária (ou sua velocidade).